# Willie Stargell
Wilver Dornel Stargell (Earlsboro, Oklahoma, 6 de marzo de 1940-Wilmington, Carolina del Norte, 9 de abril de 2001), más conocido como Willie Stargell, fue un jugador profesional estadounidense de béisbol que se desempeñó en la posición de jardinero izquierdo en las Grandes Ligas de Béisbol (MLB). Es miembro del Salón de la Fama del Béisbol.

## Carrera
Stargell jugó como profesional 21 temporadas en Pittsburgh Pirates (1962-1982), equipo en el que se retiró.

## Reconocimiento
En 1988, ingresó como miembro al Salón de la Fama del Béisbol.